# Huxelrebe

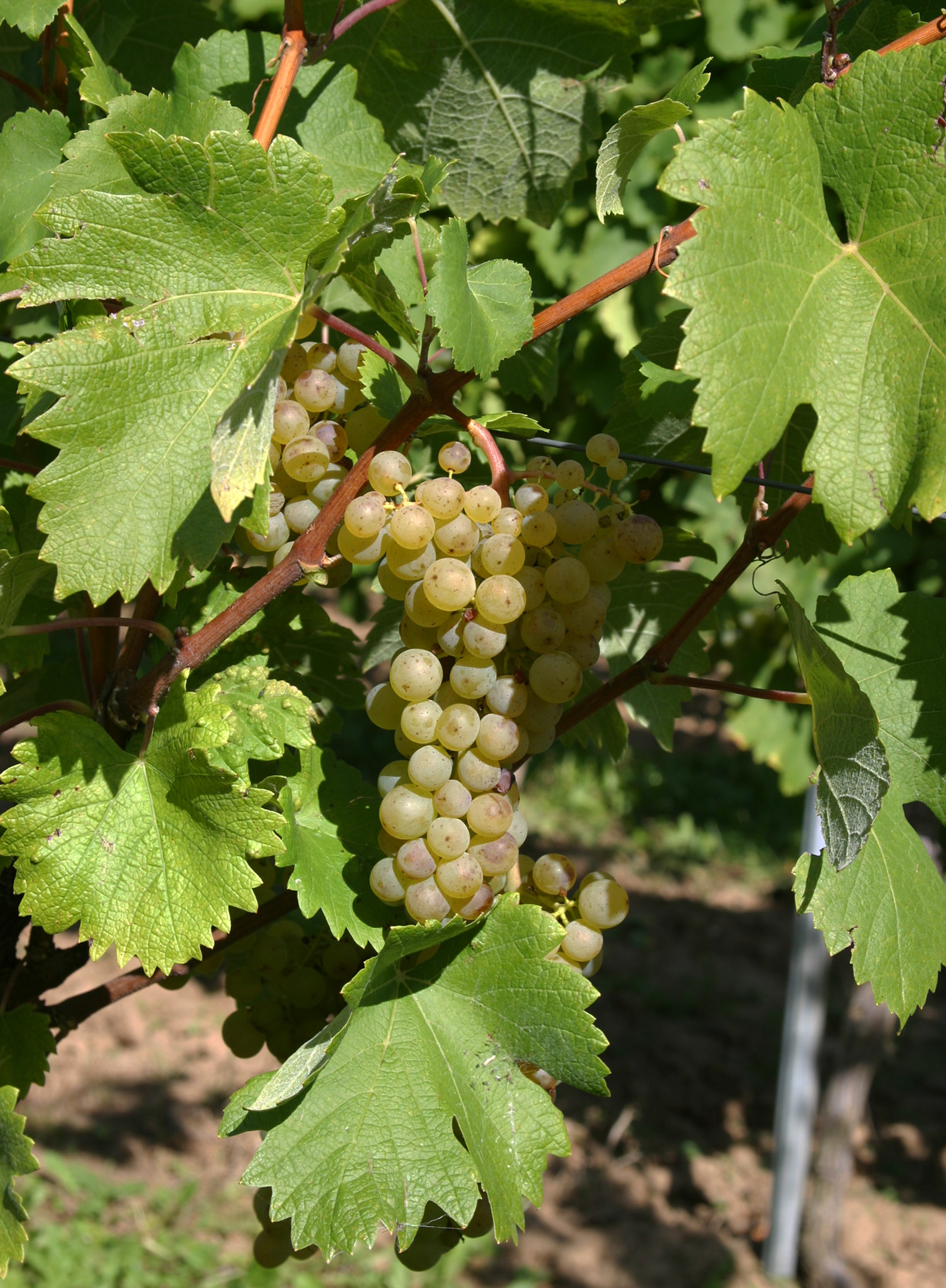
Racimo de huxelrebe.

La huxelrebe es una uva blanca de vino. La huxelrebe se encuentra sobre todo en Alemania, donde el 2006 se contabilizaron 677 ha, con una tendencia decreciente. Se encuentra sobre todo en las regiones vitícolas de Renania, el Palatinado y Nahe. También hay pequeñas plantaciones en Inglaterra.

## Características
La huxelrebe es una variedad con un rendimiento muy alto y de maduración temprana. Si se controlan sus rendimientos, puede producir vinos de muy alta calidad, principalmente vinos dulces para aperitivos o vinos de postre, y suele alcanzar la maduración auslese incluso en los años poco destacables. Los vinos tienden a tener una acidez alta y aromas a ruibarbo. Los mejores vinos de huxelrebe hechos con uvas maduras a menudo tienen también aromas a moscatel.

## Historia
La huxelrebe fue creada por el viticultor alemán Georg Scheu (1879-1949) en 1927, cuando estaba trabajando como director del instituto de engendramiento de uvas de Alzey, en Renania. Lo hizo cruzando la gutedel (chasselas) con la courtiller musqué (muscat précoce de Saumur). Recibió protección como variedad en 1969.
Inicialmente fue conocida con su código, Alzey S 3962. Posteriormente la variedad fue nombrada como el viticultor propietario del vivero, Fritz Huxel (1892-1972), quien fue el primero en cultivarla de forma extensiva.
Esto tuvo lugar en 1950 en Westhofen, Renania, y Huxel se convirtió en un campeón de la variedad. Huxel ganó muchos premios por sus vinos de huxelrebe. El sufijo "rebe" es vid en alemán.

## Sinónimos
El único sinónimo de esta variedad es el nombre y el código que se le puso cuando fue engendrada, que fue Azley S 3962 o AS 3962.